# Jakub Majerski
Jakub Majerski, född 18 augusti 2000, är en polsk simmare.

## Karriär
Vid VM 2024 i Doha tog Majerski brons på 100 meter fjärilsim. Vid EM 2024 i Belgrad tog han återigen brons på 100 meter fjärilsim samt var en del av Polens lag som tog silver på 4×100 meter medley.